# Invariante cinematico
L'invariante cinematico è una grandezza scalare caratteristica dell'atto di moto di un corpo rigido, e vale:
{\displaystyle I_{C(t)}={\boldsymbol {\omega }}_{(t)}\cdot \mathbf {v} _{(t)}}
La sua invarianza deriva dalla formula fondamentale della cinematica rigida, e dalle proprietà del prodotto misto:
{\displaystyle {\boldsymbol {\omega }}\cdot \mathbf {v} ={\boldsymbol {\omega }}\cdot \mathbf {v'} +{\boldsymbol {\omega }}\cdot {\boldsymbol {\omega }}\times \mathbf {r} ={\boldsymbol {\omega }}\cdot \mathbf {v'} },
Da questa dimostrazione si evince infatti come IC sia unico per tutti i punti del corpo rigido, mentre non si mantiene generalmente costante durante il moto.